# 戦闘序列
戦闘序列（せんとうじょれつ、英: Order of battle, OB､OOB, O/B, ORBAT（オーバット）がよく使われる）または戦力組成（せんりょくそせい）は、陸軍において戦時に発令される、ある軍事作戦を目的とした作戦部隊の臨時編成を言い、これによって指揮統率・経理・衛生の隷属関係を確立する。編組は平時のそれであり、隷属関係はない。
日中戦争開戦後の大日本帝国陸軍においては、1937年（昭和12年）8月31日に臨参命第82号にて北支那方面軍・第1軍・第2軍の戦闘序列が下令されたのを皮切りに続々と戦闘序列が下令され、太平洋戦争では、1941年（昭和16年）11月6日に南方軍以下の部隊に戦闘序列が下令された（大陸命第555号等々）。後、1944年（昭和19年）3月12日に大陸命第972号にて台湾軍戦闘序列が下令され、満州においては、1945年（昭和20年）5月30日大陸命第1338号にて関東軍戦闘序列が下令された。
海軍において戦闘序列とは、戦闘において各艦艇が採るべき配置・序列をいい、隷属関係を意味しない。